# Lomagramma merrillii
Lomagramma merrillii är en träjonväxtart som beskrevs av Holtt. Lomagramma merrillii ingår i släktet Lomagramma och familjen Dryopteridaceae. Inga underarter finns listade.